# Bellingwedde
Bellingwedde es un antiguo municipio de los Países Bajos en la provincia de Groninga. Ocupaba una superficie de 110,08 km², de los que 1,69 km² correspondían a la superficie ocupada por el agua. En octubre de 2014 contaba con 9.101 habitantes. El 1 de enero de 2018 se fusionó con Vlagtwedde para crear el nuevo Westerwolde.
Fue fundado en 1968 por la fusión de dos antiguos municipios: Wedde y Bellingwolde. Estaba formado por once aldeas o núcleos de población oficiales y algún otro asentamiento no oficial. El ayuntamiento se encontraba en Wedde (630 habitantes), aunque la aldea más poblada era Bellingwolde con 2590 habitantes.
Entre los monumentos históricos destaca el Wedderborg, castillo o casa fortificada de Wedde, cuya construcción se inició en el siglo XIV, y la iglesia reformada de Bellingwolde, dedicada a Magno de Anagni.

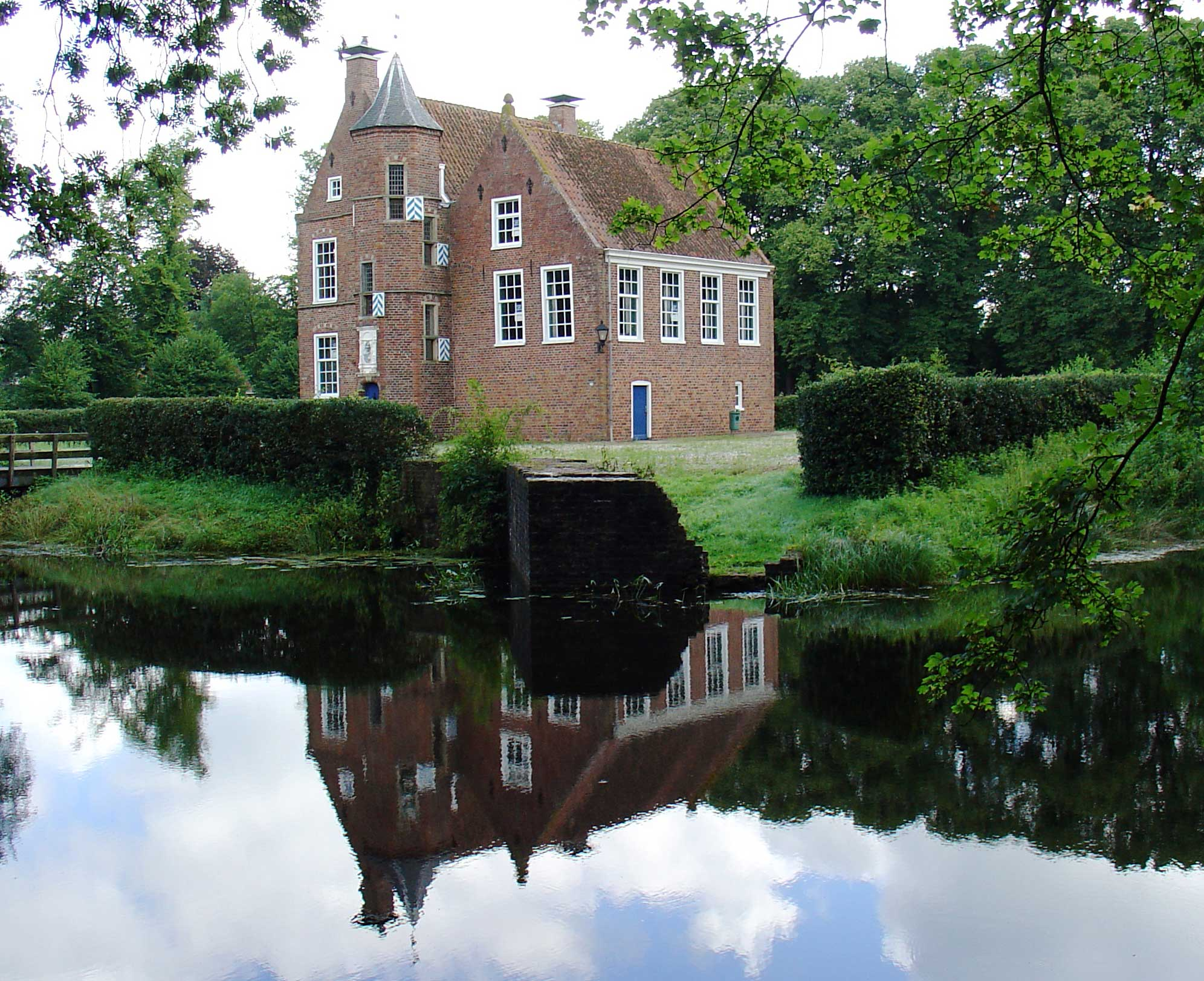
Wedderborg.
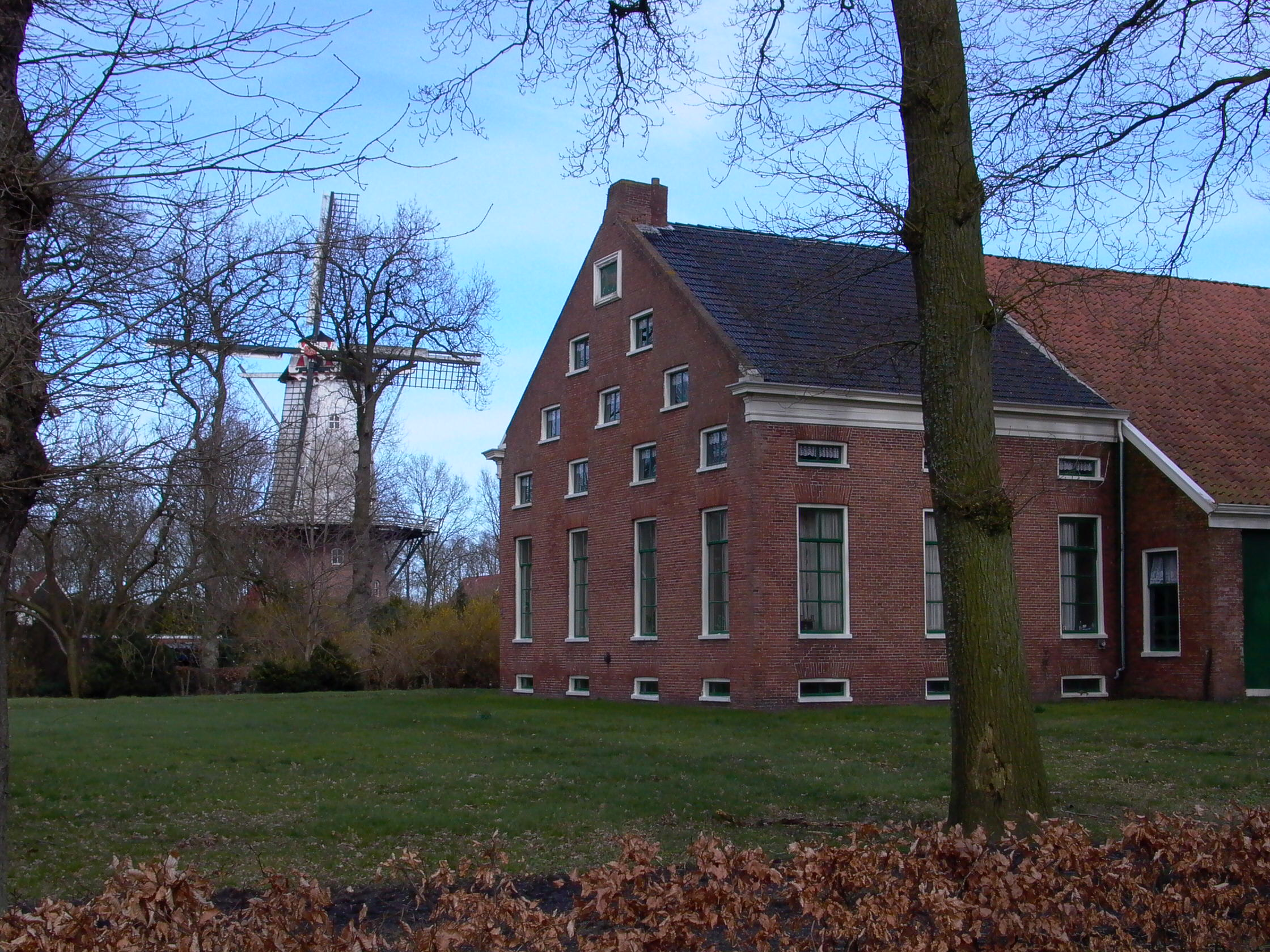
Granja y molino en Bellingwolde.
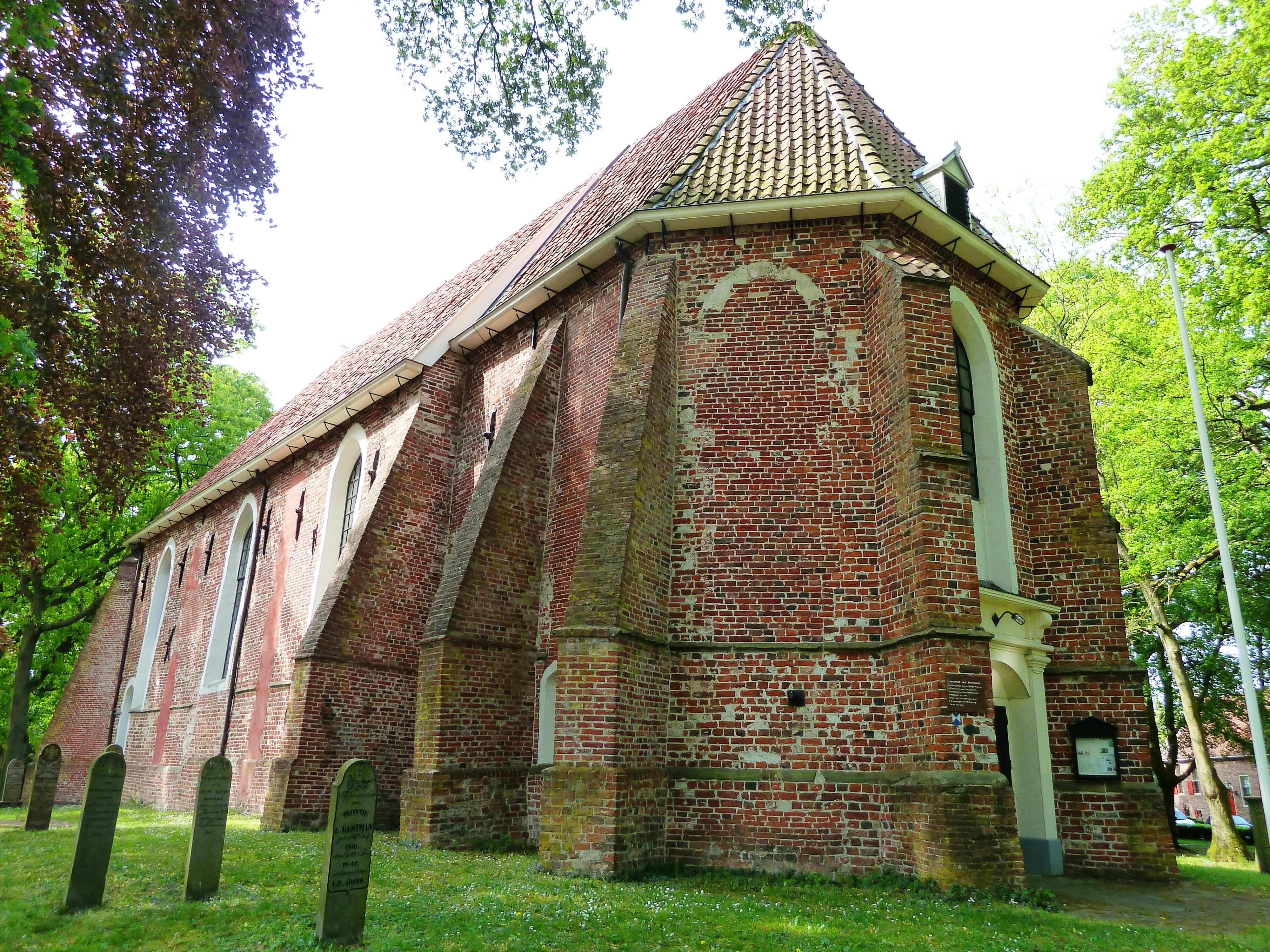
Magnuskerk, iglesia de San Magno, en Bellingwolde (siglo XVI).